# Roger Plaxton
Roger Plaxton   (Ontario, 6 de febrer de 1904 - Toronto, 20 de desembre de 1963) va ser un jugador d'hoquei sobre gel canadenc que va competir durant la dècada de 1920. Era cosí dels també dels jugadors d'hoquei sobre gel Herbert i Hugh Plaxton.
El 1928 va prendre part en els Jocs Olímpics de Sankt Moritz, on guanyà la medalla d'or en la competició d'hoquei sobre gel.